# فيديريكو غونزاليس بينيا
فيديريكو غونزاليس بينيا (بالإسبانية: Federico González Peña)‏ هو عازف جاز أوروغواياني، ولد في 1966.